# Lion Shepherd
Lion Shepherd – polski zespół założony w Warszawie w 2014 r. przez Kamila Haidara i Mateusza Owczarka (wcześniej członkowie formacji Maqama). Grają rock progresywny, psychodelię wzbogacone brzmieniami etnicznymi. Wystąpili m.in. na Impact Festivalu w 2015.

## Skład[3]
- Kamil Haidar - wokal, teksty piosenek
- Mateusz Owczarek - gitary akustyczne i elektryczne, oud, lutnie
- Maciej Gołyźniak - perkusja, instrumenty perkusyjne (od 2018)

## Dyskografia

### Albumy
- 2015: Hiraeth
- 2017: Heat
- 2019: III

### Single
- 2017: When The Curtain Falls[4], Dream On[5], Fail[6]
- 2015: Wander, Lights Out, Brave New World / Fly On

### Teledyski
- 2017 - Fail[7]
- 2017 Dream On[8]
- 2015 Lights Out[9]